# Horloge radicalaire
 (février 2022).
La mise en forme du texte ne suit pas les recommandations de Wikipédia : il faut le « wikifier ».
Les points d'amélioration suivants sont les cas les plus fréquents. Le détail des points à revoir est peut-être précisé sur la page de discussion.
- Les titres sont pré-formatés par le logiciel. Ils ne sont ni en capitales, ni en gras.
- Le texte ne doit pas être écrit en capitales (les noms de famille non plus), ni en gras, ni en italique, ni en « petit »…
- Le gras n'est utilisé que pour surligner le titre de l'article dans l'introduction, une seule fois.
- L'italique est rarement utilisé : mots en langue étrangère, titres d'œuvres, noms de bateaux, etc.
- Les citations ne sont pas en italique mais en corps de texte normal. Elles sont entourées par des guillemets français : « et ».
- Les listes à puces sont à éviter, des paragraphes rédigés étant largement préférés. Les tableaux sont à réserver à la présentation de données structurées (résultats, etc.).
- Les appels de note de bas de page (petits chiffres en exposant, introduits par l'outil «  Source ») sont à placer entre la fin de phrase et le point final[comme ça].
- Les liens internes (vers d'autres articles de Wikipédia) sont à choisir avec parcimonie. Créez des liens vers des articles approfondissant le sujet. Les termes génériques sans rapport avec le sujet sont à éviter, ainsi que les répétitions de liens vers un même terme.
- Les liens externes sont à placer uniquement dans une section « Liens externes », à la fin de l'article. Ces liens sont à choisir avec parcimonie suivant les règles définies. Si un lien sert de source à l'article, son insertion dans le texte est à faire par les notes de bas de page.
- La présentation des références doit suivre les conventions bibliographiques. Il est recommandé d'utiliser les modèles {{Ouvrage}}, {{Chapitre}}, {{Article}}, {{Lien web}} et/ou {{Bibliographie}}. Le mode d'édition visuel peut mettre en forme automatiquement les références.
- Insérer une infobox (cadre d'informations à droite) n'est pas obligatoire pour parachever la mise en page.

Pour une aide détaillée, merci de consulter Aide:Wikification.
Si vous pensez que ces points ont été résolus, vous pouvez retirer ce bandeau et améliorer la mise en forme d'un autre article.
En chimie, une horloge radicalaire est un composé chimique qui aide à déterminer indirectement la cinétique d'une réaction radicalaire. Ce composé réagit lui-même à une vitesse connue, ce qui fournit un étalonnage pour déterminer la vitesse d'une autre réaction.
De nombreux mécanismes organiques impliquent des intermédiaires qui ne peuvent pas être identifiés directement mais qui sont déduits des réactions de piégeage. Lorsque de tels intermédiaires sont des radicaux, leurs durées de vie peuvent être déduites par les horloges radicalaires,. Une approche alternative, peut-être plus directe, implique la génération et l'isolement des intermédiaires par photolyse flash et radiolyse pulsée, mais ces méthodes prennent du temps et nécessitent un équipement coûteux. Avec une approche indirecte des horloges radicalaires, on peut toujours obtenir des constantes de vitesse relatives ou absolues sans avoir besoin d'instruments ou d'équipements au-delà de ceux normalement nécessaires pour la réaction étudiée.

## Théorie et technique
Les réactions d'horloges radicalaires impliquent une compétition entre une réaction radicalaire unimoléculaire avec une constante de vitesse connue et une réaction radicalaire bimoléculaire avec une constante de vitesse inconnue pour produire des produits non réarrangés et réarrangés. Le réarrangement d'un radical non réarrangé, U•, se poursuit pour former R• (la réaction d'horloge) avec une constante de vitesse connue ( k r ). Ces radicaux réagissent avec un agent de piégeage, AB, pour former respectivement les produits non réarrangés et réarrangés UA et RA.
{\displaystyle {\begin{array}{l}{\ce {U. + AB ->[k_R] {UA}+ B.}}\\{\bigg \downarrow }{k_{r}}\\{\ce {R. + AB -> {RA}+ B.}}\end{array}}}
La chromatographie en phase gazeuse (GC) ou résonance magnétique nucléaire (RMN) permettent de déterminer le rendement des deux produits. À partir de la concentration de l'agent de piégeage, de la constante de vitesse connue de l'horloge radicalaire et du rapport des produits, la constante de vitesse inconnue peut être établie indirectement.
S'il existe un équilibre chimique entre U• et R•, les produits réarrangés sont dominants. Étant donné que la réaction de réarrangement unimoléculaire est du premier ordre et que la réaction de piégeage bimoléculaire est du second ordre (toutes deux irréversibles), la constante de vitesse inconnue ( k R ) peut être déterminée par l'équation suivante:
{\displaystyle k_{R}={\frac {k_{r}[{\ce {UA}}]}{{\ce {[AB][RA]}}}}}

## Taux d'horloge
La force motrice est la capacité à réorganiser les réactions d'horloge radicalaires. Certaines horloges radicalaires courantes sont les cyclisations radicalaires, les ouvertures de cycle et les migrations 1,2. Deux réarrangements populaires sont la cyclisation du 5-hexényle et l'ouverture du cycle du cyclopropylméthyle :
Le radical 5-hexényle subit une cyclisation pour produire un cycle à cinq chaînons car il est entropiquement et enthalpiquement plus favorisé que la possibilité d'un cycle à six chaînons,. La constante de vitesse pour cette réaction est de 2,3×10 5 s −1 à 298 K 
Le radical cyclopropylméthyle subit un réarrangement d'ouverture de cycle très rapide qui soulage la contrainte du cycle et est enthalpiquement favorable,. La constante de vitesse pour cette réaction est 8,6×10 7 s −1 à 298 K 
Afin de déterminer les constantes de vitesse absolues pour les réactions radicalaires, les réactions d'horloge unimoléculaires doivent être calibrées pour chaque groupe de radicaux tels que les alkyles primaires sur une plage de temps. Grâce à l'utilisation de la spectroscopie RPE, les constantes de vitesse absolues pour les réactions unimoléculaires peuvent être mesurées avec une variété de températures,. L'équation d'Arrhenius peut ensuite être appliquée pour calculer la constante de vitesse pour une température spécifique à laquelle les réactions d'horloge radicalaires sont conduites.
Une étude théorique des réactions de réarrangement du cyclobutylméthyle et du 5-hexényle dans divers solvants a montré que leurs vitesses de réaction n'étaient que très peu affectées par la nature du solvant.
Les constantes de vitesse d'horloges radicalaires peuvent être ajustés pour augmenter ou diminuer par le type de substituants qui y sont attachés. Dans la figure ci-dessous, les constantes de vitesse radicalaires sont indiqués avec une variété de substituants attachés à l'horloge.[Pas dans la source]
| </img> |     |           |
| X      | Oui | k (s −1 ) |
| pH     | pH  | 5x10 7    |
| OCH 3  | H   | 1.4x10 5  |
| OCH 3  | CN  | 2.5x10 8  |
| CN     | H   | 1.6x10 8  |

En sélectionnant parmi les classes générales d'horloges radicalaires et les substituants spécifiques sur celles-ci, on peut en choisir une avec une constante de vitesse appropriée pour étudier des réactions ayant une large gamme de vitesses. Réactions ayant des taux allant de 10 −1 à 10 12 M -1 s −1 ont été étudiés à l'aide d'horloges radicales.

## Exemples d'utilisation
Les horloges radicalaires sont utilisées dans la réduction des halogénures d'alkyle avec le naphtalénure de sodium, réaction[pas clair] des énones, le réarrangement de Wittig, les réactions d'élimination réductrice des composés de dialkylmercure, les dihydroxylations de dioxiranne et les fluorations électrophiles .